# Eberhard Büchner
Eberhard Büchner (* 6. November 1939 in Dresden) ist ein deutscher Opern- und Konzertsänger (Tenor).

## Leben
Büchner studierte zunächst Kirchenmusik, später dann an der Hochschule für Musik „Carl Maria von Weber“ Gesang. Abschluss als Opern- und Konzertsänger (mit Lehrberechtigung).
Eberhard Büchner gab sein Debüt 1964 am Staatstheater Schwerin als Tamino in Die Zauberflöte. 1966 wurde er von der Staatsoper Dresden als Lyrischer Tenor engagiert. 1968 wurde er festes Mitglied der Deutschen Staatsoper Berlin und arbeitete dort bis zum Jahr 2000 als Lyrischer Tenor. Er sang alle großen Partien seines Faches. 1971 gab er sein Internationales Debüt in Wien mit Weihnachtsoratorium von J. S. Bach, danach folgten regelmäßige Gastspiele in allen großen Musikzentren Europas (u. a. Salzburg, Dresden, Hamburg, München, Rom, Mailand, Wien, London, Kopenhagen, Brüssel, Paris und Tokio) als Opern-, Konzert- und Liedsänger. Regelmäßig gastierte er bei den Salzburger Festspielen und nach seinem erfolgreichen „Lohengrin“ 1984 in Salzburg unter Herbert v. Karajan gastierte er mit dieser Partie an vielen großen Opernhäusern Europas. Darauf folgten noch weitere Wagner-Partien, u. a. Erik in der Mailänder Scala, Parsifal in Paris, Loge in Berlin, Düsseldorf und Bordeaux.
1986 gastierte er im Vatikan unter Leonard Bernstein und bekam vom Papst persönlich den Papstorden verliehen.
Er arbeitete außerdem mit Carlos Kleiber, Otmar Suitner, Karl Böhm, Horst Stein, Riccardo Muti, Wolfgang Sawallisch, Georges Prêtre, Marek Janowski, Jeffrey Tate, Seiji Ozawa, Gerd Albrecht, Michael Schønwandt, Helmuth Rilling, Peter Schreier, Christoph von Dohnanyi, Neville Marriner, Hartmut Haenchen und anderen.
Büchner ist Preisträger des Internationalen Bachwettbewerb Leipzig, Kammersänger, Nationalpreisträger für Kunst und Kultur und erhielt den Kritikerpreis der Berliner Zeitung. 1996 gründete er zusammen mit seiner Frau Heidi das Gesang- und Konzertstudio FERMATE in Neuenhagen bei Berlin, dort widmet er sich jetzt noch schriftstellerischen und kompositorischen Tätigkeiten und unterrichtet junge Sänger.

## Tonträger
- Franz Schubert: Messe G-Dur für Sopran, Tenor, Bass, Chor, Streicher und Orgel: D 167 = Mass in G major for soprano, tenor, bass, choir, strings and organ CD / Berlin Classics / 1998
- Johann Sebastian Bach: Matthäus Passion Peter Schreier – Dresdner Kapellknaben, Rundfunkchor Leipzig, Staatskapelle Dresden Ausschnitte! – Aufgenommen 1984 in der Lukaskirche zu Dresden Eterna Edition, 1984.
- Eberhard Büchner singt Arien aus deutschen Opern. O. Nicolai, A. Lortzing, Fr. von Flotow, R. Strauss (Gräfin: Magdalena Hajossyova, Sopran) R. Wagner. Staatskapelle Berlin, Dirigent: Otmar Suitner
- Beethoven, Ludwig van: Sinfonie Nr. 4 B-dur op. 60 u. Sinfonie Nr. 9 d-moll op. 125. Dresdner Philharmonie. Dirigent: Herbert Kegel. Rundfunkchor Leipzig u. Rundfunkchor Berlin. Solisten: Alison Hargan, Ute Walther, Eberhard Büchner, Kolos Kovats. Aufnahme: 1983 Dresden
- Georg Friedrich Händel: Ode for St. Cecilia’s Day Monika Frimmer – Sopran, Eberhard Büchner – Tenor, Ein Kammerchor, Händel-Festspielorchester Halle, Dirigent: Christian Kluttig, ETERNA 1982
- Zwei Herzen im Dreivierteltakt. – Robert Stolz-Melodien Berlin: VEB Dt. Schallplatten, 1981, 33er-Schallplatte im Original-Cover (AMIGA) (stereo 845 182) ISBN stereo 845 182
- J. S. Bach: Kantaten Der Himmel lacht! Die Erde jubilieret, BWV 31 / Erfreut euch, ihr Herzen, BWV 66 (Thomanerchor, Gewandhausorchester, Dirigent: Hans-Joachim Rotzsch)